# حذف‌گرایی و حفظ‌گرایی در ویکی‌پدیا

تعداد مقالات حذف‌شده در هر ماه در ویکی‌پدیا در سال ۲۰۱۸

حذف‌گرایی و حفظ‌گرایی (به انگلیسی: Deletionism and inclusionism) دو دیدگاه متضاد هستند که به‌طور گسترده میان ویرایشگران دانشنامه برخط ویکی‌پدیا توسعه داده شده و رواج دارند. این دو اصطلاح به دیدگاه‌های متفاوت در خصوص نحوهٔ مناسب کار در دانشنامه و گرایش‌های آن اشاره می‌کنند؛ حذف‌گرایی تمایل به حذف مقالات دارد و حفظ‌گرایی به نگهداری آن‌ها اشاره می‌کند. هر یک از این دو دیدگاه به طیفی از نظرات اشاره دارد؛ حفظ‌گرایی برداشتی سهل‌گیرانه‌تر از سرشناسی دارد و حذف‌گرایی در قبال رعایت آن سخت‌گیرتر است. بسیاری از کاربران لزوماً به یکی از این دو دیدگاه متمایل نیستند.
«حذف‌گرایان» طرفداران پوشش گزینشی و حذف مقالاتی هستند که به‌نظر غیرضروری یا بسیار غیراستاندارد می‌آیند. منشأ این دیدگاه، تمایل این دسته از کاربران به تمرکز ویکی‌پدیا روی موضوعات قابل‌توجه است. این کاربران نسبت به تبلیغات، مطالب بی‌اهمیت و مقالاتی که، به نظر آنان، سودی برای دانشنامه ندارد، نیازمند منبع برای اثبات سرشناسی است، بسیار کوتاه بوده یا کیفیتش به نحو غیرقابل‌قبولی ضعیف است سخت‌گیر هستند.
«حفظ‌گرایان» طرفداران نگهداری گستردهٔ مقالات، از جمله مقاله‌هایی «بی‌ضرر» و مقالاتی که کیفیتشان بسیار ضعیف ارزیابی شده، برای بهبود در آینده هستند. منشأ این دیدگاه، علاقه به حفظ پوشش گسترده ویکی‌پدیا با موانع بسیار کمتری برای موضوعات پوشش‌داده‌شده است. این دسته از کاربران باور دارند که تشخیص «مفید بودن» دانش غیرممکن است؛ محتواها اغلب با کیفیت ضعیف آغاز شده و در گذر زمان ارتقا داده می‌شوند؛ هزینهٔ نهایی برای این پوشش وجود ندارد؛ خطوط قرمز خودساخته مفید نبوده و ممکن است باعث دودستگی شود و حسن نیتْ کاربران را از حذف خودسرانه زحمات دیگران منع می‌کند. برخی کاربران این دیدگاه را به دامنه گسترده‌تری تعمیم داده و معتقدند وبلاگهای سرشناس و وبگاه‌های دیگر می‌توانند به عنوان منابع معتبر شناخته شوند.